# Gimv
Gimv is een Europese investeringsmaatschappij. Gimv is genoteerd op Euronext Brussels en heeft in 2024 een portefeuille van meer dan 1,5 miljard EUR. De portefeuille is geïnvesteerd in ongeveer 60 portefeuillebedrijven die samen een omzet van 4,0 miljard EUR realiseren en meer dan 20 000 professionals tewerkstellen.

## Geschiedenis
In 1980 werd de Gewestelijke Investeringsmaatschappij voor Vlaanderen opgericht door de Vlaamse Regering als regionale opvolger van de Nationale Investeringsmaatschappij (NIM) op initiatief van Marc Galle. Aanvankelijk was haar doel alleen Vlaamse bedrijven te ondersteunen in hun uitbouw en internationale groei, maar dit is later uitgebreid met bedrijven gevestigd in de buurlanden.

### Aandeelhouderschap
Met iets meer dan een kwart van de aandelen (27,81%) was de Vlaamse Participatiemaatschappij NV (VPM) de grootste aandeelhouder. Op 30 november 2023 kondigden de Vlaamse Overheid en WorxInvest aan dat ze een akkoord hebben bereikt over de volledige overname van het belang van VPM in Gimv. Deze transactie werd afgerond op 21 mei 2024 en nam Hilde Laga ontslag als bestuurder op voordracht van VPM en voorzitter van Gimv en werd Filip Dierckx gecoöpteerd als nieuwe bestuurder en aangeduid als nieuwe voorzitter van Gimv. Zijn coöptatie werd bevestigd op de eerstvolgende algemene vergadering van Gimv. WorxInvest is de meerderheidsaandeelhouder van SD Worx.   

## Activiteiten
Gimv ziet zichzelf meer dan alleen een kapitaalverschaffer, het treedt ook op als actieve aandeelhouder. Gimv wil investeren in innovatieve bedrijven met een solide marktpositie en met groeipotentieel. Gimv’s 5 investeringsplatformen zijn: Consumer, Life Sciences, Healthcare, Smart Industries en Sustainable Cities. Vanwege het beschikbare vermogen en de noodzaak van spreiding, werkt Gimv bij voorkeur samen met bedrijven die een kapitaalbehoefte hebben van € 5 miljoen tot € 75 miljoen. De bedrijven moeten gevestigd zijn in Benelux, Frankrijk of Duitstalige landen. Bij Gimv werkten 93 mensen op 31 maart 2024.

## Governance
| Periode      | Voorzitter                     |
| ------------ | ------------------------------ |
| 1980 - 1999  | Raynier van Outryve d'Ydewalle |
| 1999 - 2011  | Herman Daems                   |
| 2011 - 2016  | Urbain Vandeurzen              |
| 2016 - 2024  | Hilde Laga                     |
| 2024 - heden | Filip Dierckx                  |

| Periode      | CEO               |
| ------------ | ----------------- |
| 1980 - 2001  | Gerard Van Acker  |
| 2001 - 2008  | Dirk Boogmans     |
| 2008 - heden | Koen Dejonckheere |